# Nefrit

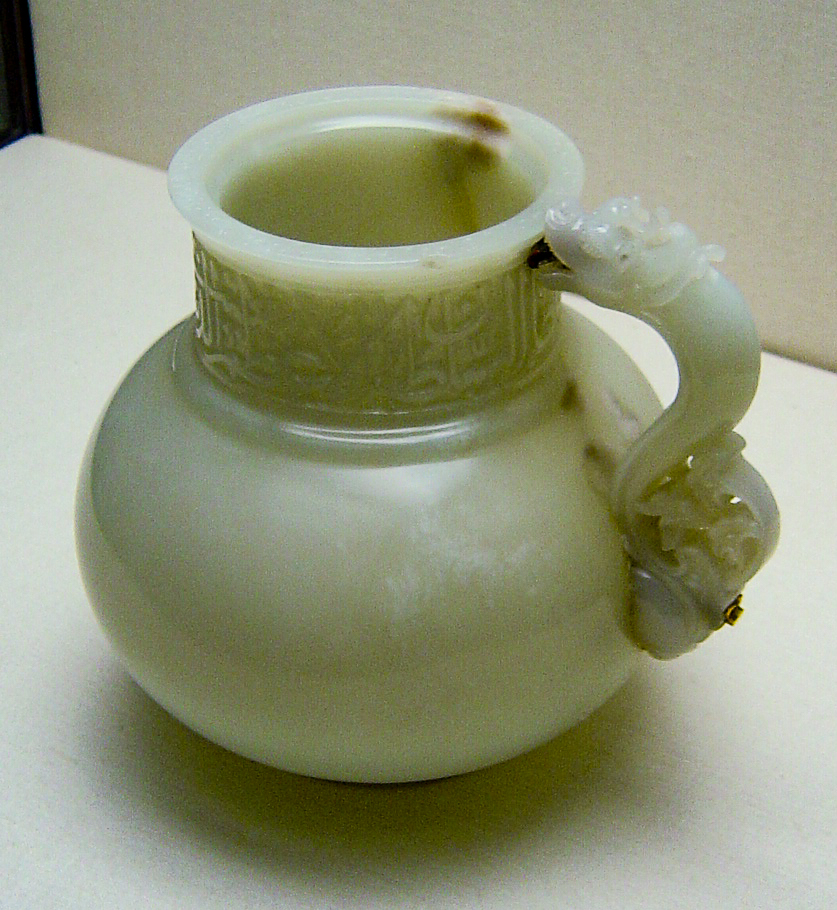
Nefritből készült kancsó Ulugbek gyűjteményéből a Calouste Gulbenkian Múzeumban

A nefrit (Ca2(Mg, Fe)5Si8O22(OH)2.) (lapis nephriticus) egy féldrágakő, a kalciumban és magnéziumban gazdag amfibol egy változatának, az aktinolitnak finom szálú, össze-vissza kuszált szövődésű halmazata, tulajdonképpen tömött, rendkívül finoman szálas aktinolitpalának tekinthető. Szabad szemmel szerkezete finoman szemcsésnek vagy tömöttnek látszik.

## Tulajdonságai
Egyike annak a két ásványnak, amit jáde néven ismernek (a másik a jadeit). A nefritnek a vele rokon jadeittel együtt fontos kultúrtörténeti szerepe van (lásd: nefrit-kérdés). Míg a nefrit áttetsző, különböző árnyalatú, zöld színű vagy szürkés (néha sárga, barna vagy fehér), csiszolva és simítva kissé zsíros tapintatú, addig a ritkább jadeitben a fekete, vörös, rózsaszín és lila színárnyalatok is előfordulnak. A nefrit nehezen faragható.

## Elnevezése
Neve a görög nephrosz (νεφρός = vese) szóból származik, és abból a hiedelemből, hogy az ásvány hatásos vesebántalmak ellen.

## Mineralógia
Aktinolit-palák képződésénél, metamorf úton jön létre.

## Mitológia
Dél-Amerika és Új-Zéland őslakosai amuletteket és istenképmásokat készítettek belőle.